# Livingston (Louisiana)
Livingston település az Amerikai Egyesült Államok Louisiana államában, Livingston megyében, melynek megyeszékhelye is. Lakosainak száma 1877 fő (2020. április 1.).

## Népesség
A település népességének változása:

| 2010 | 1 769 |
| 2020 | 1 877 |